# Дубовоовражное сельское поселение
Дубовоовра́жное се́льское поселе́ние — муниципальное образование в Светлоярском районе Волгоградской области Российской Федерации.
Административный центр и единственный населённый пункт - село Дубовый Овраг.

## Население
| 2010  | 2012  | 2013  | 2014  | 2015  | 2016  | 2017  |
| ----- | ----- | ----- | ----- | ----- | ----- | ----- |
| 2091  | ↘2051 | ↘2049 | ↘2019 | ↘2012 | →2012 | ↗2017 |
| 2018  | 2019  | 2020  | 2021  |       |       |       |
| ↗2025 | ↘2006 | ↗2010 | ↘2009 |       |       |       |

## Состав сельского поселения
| № | Населённый пункт | Тип населённого пункта       | Население |
| - | ---------------- | ---------------------------- | --------- |
| 1 | Дубовый Овраг    | село, административный центр | ↘2009     |